# Lutgarde Menétrey
Lutgarde Menétrey, geborene Alphonsine Menétrey (* 23. Januar 1845 in Villaraboud; † 19. Oktober 1919 in Romont FR) war eine Schweizer Zisterzienserin, Trappistin und Äbtissin.

## Leben und Wirken
Alphonsine Menétrey wuchs in einer Mühle im heutigen Villaraboud (damals Gemeinde Chavannes-les-Forts) in der heutigen Grossgemeinde Siviriez im Kanton Freiburg auf. Den Verlust ihrer Mutter im Alter von 15 Jahren kompensierte sie durch Anlehnung an ihre Patin, die selige Mystikerin Marguerite Bays. 
1865 trat sie in die nahe gelegene Abtei La Fille-Dieu ein, wurde 1866 als Zisterzienserin eingekleidet, legte 1867 die Profess ab und nahm den Ordensnamen Lutgarde (nach Lutgard von Tongern) an. Als Nachfolgerin von Caroline Perrier wurde sie 1883 von Kardinal Gaspard Mermillod (Bischof von Lausanne) zur Äbtissin geweiht. Das Hauptbestreben ihrer 37-jährigen Amtszeit ging auf den Anschluss des Klosters an die Trappisten (Zisterzienserorden der strengeren Observanz), der offiziell am 3. April 1906 erreicht wurde.